# Angélica Rivera
Angélica Rivera Hurtado (ur. 2 sierpnia 1970 w mieście Meksyk) — meksykańska aktorka i piosenkarka; pierwsza dama Meksyku w latach 2012–2018, była żona prezydenta Enrique Peña Nieto.
Pracowała także jako modelka, fotomodelka, przez pewien czas także śpiewała.
W Polsce znana głównie z telenowel: Dziedziczka, Ángela, Zaklęte serce, Miłość jak tequila. Na całym świecie sławę przyniosła jej telenowela Ángela. Laureatka nagrody TvyNowelas 2008 za główną rolę w telenoweli Miłość jak tequila.
Jej pierwszym mężem był producent telenowel Jose Alberto Castro, z którym ma trzy córki - Angelicę Sofię, Fernandę i Reginę. 27 listopada 2010 wyszła ponownie za mąż za Enrique Peña Nieto.
8 lutego 2019 roku ogłosiła w mediach społecznościowych o rozwodzie z Peña Nieto.
Po 17 latach przerwy aktorka postanowiła wrócić do grania w telenowelach. Przyjęła propozycję zagrania głównej roli w telenoweli: Con Esa Misma Mirada. Premiera będzie miała miejsce na początku 2025.

## Filmografia
- Dulce Desafio (1988) jako María Inés
- Simplemente Maria (1989) jako Isabella de Peñalbert
- Mi Peguena Soledad (1990) jako Marisa Villaseñor
- Alcanzar Una Estrella II (1991) jako Silvana Vélez
- La Picara Sonadora (1991) jako Giovanna Carini
- Sueño de amor (1993) jako Isabel
- ¡Aquí espaantan! (1993) jako Gaby
- Dziedziczka (La Duena) (1995) jako Regina Villarreal
- Huracan (1997) jako Helena Robles
- Angela (Ángela) (1998) jako Angela Bellati
- Sin Pecado Concebito (2001) jako Mariana Campos Ortiz
- Zaklęte serce (Mariana De La Noche) (2003) jako Marcia Montenegro
- Miłość jak tequila (Destilando amor) (2007) jako Teresa "Gaviota" Hernández / Mariana Franco Villarreal de Montalvo
- Con Esa Misma Mirada (2025) jako Isabel